# 布克西耶尔欧达姆
布克西耶尔欧达姆（法語：Bouxières-aux-Dames，法語發音：[buksjɛʁ o dam]）是法国默尔特-摩泽尔省的一个市镇，位于该省南部，属于南锡区。

## 地理
布克西耶尔欧达姆（48°45'7"N, 6°9'47"E）面积4.11 平方千米，位于法国大東部大區默尔特-摩泽尔省，该省份为法国东北部内陆省份，是洛林的一部分，北邻比利时、卢森堡，北起顺时针与摩泽尔省、下莱茵省、孚日省和默兹省接壤。
与布克西耶尔欧达姆接壤的市镇（或旧市镇、城区）包括：尚皮尼厄勒、屈斯蒂讷、福村、弗鲁阿尔、莱圣克里斯托夫、马勒卢瓦。

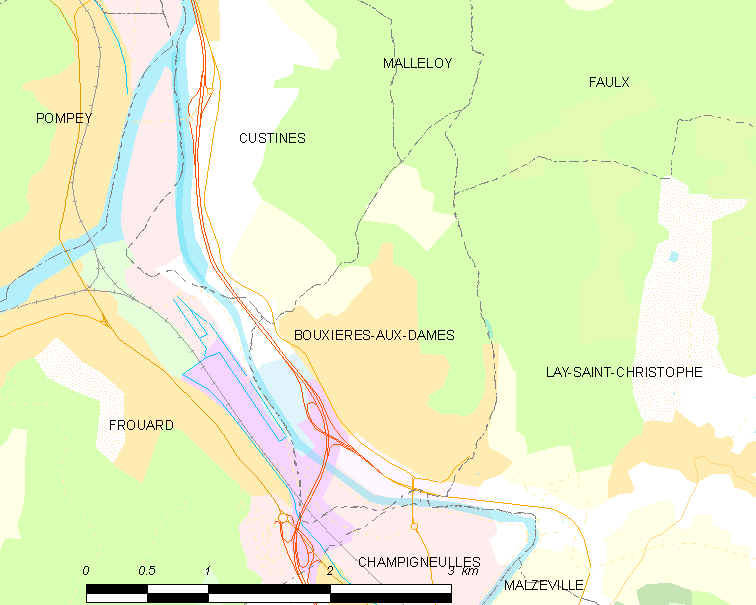
布克西耶尔欧达姆的OSM定位图

布克西耶尔欧达姆的时区为UTC+01:00、UTC+02:00（夏令时）。

## 行政
布克西耶尔欧达姆的邮政编码为54136，INSEE市镇编码为54090。

## 政治
布克西耶尔欧达姆所属的省级选区为塞耶-默尔特河间县。

## 人口

1962-2008年间布克西耶尔欧达姆人口变化图示

布克西耶尔欧达姆于2022年1月1日时的人口数量为4122人。